# Хакасский язык
Хака́сский язы́к (самоназвания: хакас тілі или тадар тілі) — язык хакасов, распространённый, главным образом, на территории Хакасии и частично в Шарыповском районе Красноярского края и Туве. Число говорящих на хакасском языке в России — 42 604 человека (2010). Относится к хакасско-алтайской группе восточной ветви тюркских языков.

## Диалекты
Диалекты хакасского языка:
- сагайский
- качинский
- кызыльский
- шорский.

Основой литературного языка являются сагайский и качинский диалекты.

## История хакасского языка
По расчётам лингвистов, история хакасского языка продолжается не менее 1200 лет, с тех пор как возник — путём контакта тюркской речи с местными нетюркскими языками — раннесредневековый тюркский язык, который дал начало современному хакасскому и близкородственным им диалектам. Раннее состояние этого общегруппового языка не зафиксировано. Основательные фиксации лексического и грамматического материала начинаются лишь в современную эпоху, с середины XIX в., в связи с чем основным методом построения истории хакасского языка являются сравнительно-исторические реконструкции (с опорой на анализ данных диалектов и родственных языков), первичной целью которых является отбор языковых характеристик, возникших в период самостоятельного существования хакасского языка, и распределение их по принципу относительной хронологии «раньше — позже». Так, в области фонетики возникновение вторичных долгих гласных, начального ч и расширение морфонологических типов ассимиляций согласных на стыках морфем за счёт назализации (келген-нер), делатерализации (хас-тар «гуси» — множ. ч. лар) и деназализации (ат-ты «коня» — винит. п. ны) согласных аффиксов произошло позже выделения в самостоятельную ветвь диалектов-предков современного сарыг-югурского языка, не имеющего этих признаков. В области морфологии хакасского языка развился ряд новых показателей: в падежной системе — направительный падеж на зар/зер; в глагольном словоизменении — видовременные формы на ча, чан, чатхан и др. Отыскание для подобных инноваций оснований для оценок по шкале реальной хронологии у языков, не имеющих непрерывной или, по крайней мере, длительной письменной традиции, требует кропотливых исследований и совершенствования методики.

### Общие строевые черты различной хронологии
Наиболее древняя черта — согласный з в серии общетюркских слов на месте й, представленном в подавляющем большинстве остальных тюркских языков, прежде всего огузских и кыпчакских (чередование хак. азах // огуз., кыпч. айак «нога»), — объединяет диалекты хакасов не только между собой, но и с ближайшими родственными им языками шорцев, чулымцев, сарыг-югуров и небольшой этнической группы кыргызов уезда Фуюй в Северо-Восточном Китае, позволяя выделять з-языки в отдельную — хакасскую — подгруппу внутри тюркских языков. Другими характерными приметами хакасского языка, затрагивающими также остальные языки хакасской подгруппы, за исключением сарыг-югурского, являются: начальное ч или, в небольшом числе случаев, н на месте общетюркского й (чол // тур., ног. йол «дорога», нан // тур., ног. йан «бок»); вторичные долгие гласные, возникшие из стяжения гласных соседних слогов после выпадения разделявших их сонантов (паар < общетюрк. *bagir «печень»); (4) наличие двух узких неогубленных в системе кратких гласных — i и и (и — не отличимый от рус. и, более долгий и узкий, чем i; i — ы-образный краткий): іт- «толкать» (= общетюрк. *it-), ит- «делать» (< общетюрк. *et-). Ещё в средние века многие тюркские языки Сибири испытали сильное влияние кыпчакских диалектов татар.-ногайского типа. Волна кыпчакизации затронула племенные языки — будущие хакасские диалекты неравномерно, усилив их различия, в особенности в подсистемах аффрикат и огубленных гласных.

### Литературный язык
Литературный хакасский язык, не будучи полностью одинаков ни с одним из своих диалектов, выборочно сочетает фонетические (а также морфологические и лексические) особенности, свойственные разным диалектным группам. Так, в литературной норме закреплены: характерные для речи сагайцев и бельтыров свистящее с на месте общетюркских шипящих ч и ш, сохраняющихся в качинском, — сых- «выходить», хас- «убегать», тас «камень» // общетюрк. çïq-, qaç-, taş; глухое п вместо общетюркского и качинского б в нач. слов, и, напротив, свойственное качинскому общетюрк. распределение широких — узких огубленных гласных о — ӧ — у — ӱ в основах слов — хол «рука», кӧс «глаз», тур- «стоять», тӱн «ночь». Сагайский диалект на месте о — ӧ имеет сужение (саг. хул «рука», кӱс «глаз»), некоторые фонетические «сагаизмы» закреплены в литературном произношении: ух «стрела», ӱгрен-- «учиться» // общетюрк. ох, ӧгрен-. В морфологии хакасского языка сохраняет некоторые особенности, связывающие его с другимим языками, преимущественно с древнеуйгурским: вариант морфемы винительного падежа -н после притяжательных основ 3-го лица при обычном -ны/-ни после остальных основ; прошедшие времена различной семантики — на -ҷых/-ҷік, с оттенками убеждения, на -ғалах/-гелек всё ещё продолжавшегося действия; деепричастие начальной точки отсчёта для гл. действия на -ғалы/-гели, деепричастие предельной точки развития гл. действия на -ғанча/-генҷе, отрицательное деепричастие на -бин, глагольное окончание 2 л. мн. ч. -сар/-зар, с конечным р вместо з в большинстве других тюркских языков. Вместе с тем хакасский язык развил некоторое число новых морфологических показателей, отсутствовавших в том раннесредневековом тюркском языке, который дал начало современному хакасскому и близкородственным им диалектам.

## Фонетика
Фонетические черты: 17 гласных, в том числе долгие, 24 согласных. Мягкость и твёрдость согласных в коренных хакасских словах зависит от гласного: с гласными заднего ряда согласуются всегда твёрдые, с гласными переднего ряда — мягкие. Мягкость и твёрдость согласных не фонематичны, поэтому на письме они никак не отражаются.
Ударение экспираторное, обычно фиксируется на последнем слоге. В грамматическом строе хакасского языка — все черты тюркских языков. В лексике имеются монголизмы, русизмы и незначительное количество арабских и персидских элементов.
|            | Негубные      | Негубные            | Губные        | Губные        |
| ---------- | ------------- | ------------------- | ------------- | ------------- |
| Задний ряд | Передний ряд  | Задний ряд          | Передний ряд  |               |
| Широкие    | а [a] аа [aː] | е [e] ее [eː]       | о [o] оо [oː] | ӧ [ø] ӧӧ [øː] |
| Узкие      | ы [ɯ] ыы [ɯː] | и [i] ии [iː] i [ɘ] | у [u] уу [uː] | ӱ [y] ӱӱ [yː] |

|         |         |              | Губные      | Переднеязычные | Среднеязычные | Заднеязычные |
| ------- | ------- | ------------ | ----------- | -------------- | ------------- | ------------ |
| Смычные | Шумные  | чистые       | п [p] б [b] | т [t] д [d]    |               | к [k] г [ɡ]  |
| Смычные | Шумные  | аффрикаты    |             | ч [ɕ] ӌ [ʑ]    |               |              |
| Смычные | Сонанты | Сонанты      | м [m]       | н [n]          |               | ң [ŋ]        |
| Щелевые | Шумные  | Однофокусные |             | с [s] з [z]    |               | х [x] ғ [ɣ]  |
| Щелевые | Сонанты | Серединные   |             |                | й [j]         |              |
| Щелевые | Сонанты | Боковые      |             | л [l]          |               |              |
| Смычные | Сонанты | Сонанты      |             | р [r]          |               |              |

## Письменность
Хакасский язык с 1924 года имеет свою письменность на основе кириллицы, с 1929 года — на основе латиницы, с 1939 года — вновь на кириллице, с добавлением 6 букв: ÿ, ӧ, ң, ғ, і, ӌ (звонкая аффриката дж). Изучается с XVIII века — первые фиксации лексики языка сагайцев, качинцев и других этнических групп на территории Минусинской котловины (Д. Г. Мессершмидт, Г. Миллер, П. С. Паллас), в XIX веке — труды Г. И. Спасского, М. А. Кастрена, В. В. Радлова, В. И. Вербицкого, Н. Ф. Катанова, значительное развитие теоретических и прикладных исследований по хакасскому языку с подготовкой большого числа кандидатов и докторов наук из лиц хакасской и др. национальностей — в советское и постсоветское время: Н. П. Дыренкова, Ф. Г Исхаков, Н. Г. Доможаков, Д. И. Чанков, А. И. Инкижекова, М. И. Боргояков, Д. Ф. Патачакова, Г. И. Донидзе, В. Г. Карпов, О. П. Анжиганова, О. В. Субракова, Л. И. Чебодаева, И. С. Торокова и др.
Созданы школьные учебники по хакасскому языку.
На хакасском языке издаётся газета «Хакас чирі».
Современный хакасский алфавит:
| А а | Б б | В в | Г г | Ғ ғ | Д д | Е е | Ё ё |
| Ж ж | З з | И и | Й й | I i | К к | Л л | М м |
| Н н | Ң ң | О о | Ӧ ӧ | П п | Р р | С с | Т т |
| У у | Ӱ ӱ | Ф ф | Х х | Ц ц | Ч ч | Ӌ ӌ | Ш ш |
| Щ щ | Ъ ъ | Ы ы | Ь ь | Э э | Ю ю | Я я |     |

## Литературный язык
Создание хакасского алфавита (1925 г.), издание в 1926 г. первых книг на национальном языке и выход первой хакасской газеты «Хызыл аал» («Красный улус») в 1927 году создали базу для зарождения и развития хакасской литературы. В 1928 г. в Москве издаётся первый сборник хакасской поэзии А.Топанова «Книга песен». На хакасском языке в XX веке создавал свои произведения ряд писателей и поэтов.